# GlasBlasSing

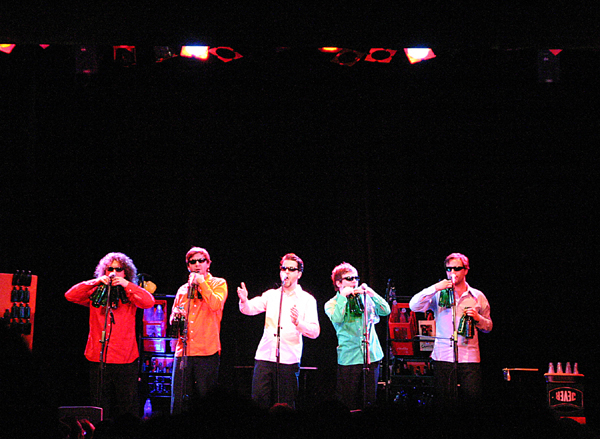
GlasBlasSing (Dez. 2009), in München

GlasBlasSing (bis 2017 GlasBlasSing Quintett) ist eine deutsche Musikgruppe, die auf unterschiedlich hoch mit Wasser gefüllten bzw. gänzlich leeren Flaschen Blasmusik macht und dies Flaschenmusik nennt. Sie tritt seit 2003 in Deutschland, Österreich und der Schweiz auf.

## Bandgeschichte
GlasBlasSing entstand 2002, als David Möhring,  Andreas Lubert, Frank Wegner und Jörg Wegner bei einem Jugendmusical die Idee hatten, auf Flaschen Musik zu machen.
Seit 2003 traten sie als Straßenmusiker in Berlin auf. In den nächsten Jahren spielten sie in Fußgängerzonen in ganz Deutschland, Belgien, Frankreich und Holland. Es kamen Bühnenauftritte dazu.
Im Frühjahr 2006 machten GlasBlasSing die Flaschenmusik zu ihrem Beruf und touren seitdem mit dem Programm Liedgut auf Leergut (Premiere Oktober 2006) durch Deutschland, Österreich und die Schweiz.
Im Oktober 2009 hatte ihr zweites Bühnenprogramm Keine Macht den Dosen Premiere im Quatsch Comedy Club Berlin. Im darauf folgenden Dezember wurde es auch beim 18. Arosa Humor-Festival aufgeführt.
Am 12. Februar 2011 trat die Band im Rahmen der Stadtwette bei der Sendung Wetten, dass..? auf. 2011 und 12 produzierten sie ihre eigene TV-Show Die GlasBlasSing Quintett Show bei zdf kultur/3sat, sechs Folgen mit Michael Hatzius (Die Echse) und Gästen. Seit September 2013 sind sie mit ihrem dritten Programm Männer, Flaschen, Sensationen unterwegs. Die Premiere fand in den Berliner „Wühlmäusen“ statt. Seit 2015 sind sie mit dem Programm Volle Pulle – Flaschenmusik XXL auf Tour. Im November und Dezember zeigen sie ihr Weihnachtsprogramm Süßer die Flaschen nie klingen. Im September 2017 wurde bekannt, dass Tangermann zum Ende des Jahres die Band verlässt. Seit 2018 touren sie mit ihrem Programm Flaschmob zu viert unter dem Namen GlasBlasSing. Am 29. September 2020 hatte ihr sechstes Programm Happy Hour in den Berliner Wühlmäusen Premiere.
Im März 2022 verließ Wegner die Gruppe; seitdem tritt GlasBlasSing als Trio auf.
| Hemdfarbe | Name                  | Rolle |
| --------- | --------------------- | --- |
| Hellblau  | Andreas Endie Lubert  | Glasblas-Flaschen, Gesang, Plopp-Flaschen, Kümmerling-Piccoloflasche, Glasflaschenboden-Ritsche, geschlagene Plastikflasche, Bassflaschenleiste, Ukulele                                                               |
| Orange    | Frank Wegner          | Glasblas-Flaschen, Plastikflaschen-Tuba, Kümmerling-Piccoloflasche, Kronkorken-Kastagnetten, geschlagene Plastikflasche, Luftballon, Bassflaschenleiste, Gesang (bis März 2022 in der Band)                            |
| Grün      | Jan Fritze Lubert     | Glasblas-Flaschen, Plopp-Flaschen, Plastikflaschenseitenwand-Ritsche, Rezeptionsglocke (Ding), geschlagene Plastikflasche, Bassflaschenleiste, Gesang                                                                  |
| Rosa      | Jens Peter Tangermann | Gesang, Glasblas-Flaschen, geschlagene Glasflasche, Flaschenshaker, geschlagene Plastikflasche, Bassflaschenleiste (bis Dez. 2017 in der Band)                                                                         |
| Rot       | David Möhre Möhring   | Glasblas-Flaschen, Glas- und Plastikflaschen-Snare, Wasserspender-Djembe to go, Wasserspender-Bassdrum, Jägermeister-Xylophon, Eiershaker, Zischflaschen-HiHat, geschlagene Plastikflasche, Bassflaschenleiste, Gesang |

## Diskographie
- 2006 – Liedgut auf Leergut
- 2010 – Keine Macht den Dosen Teil1
- 2013 – Männer, Flaschen, Sensationen
- 2015 – Volle Pulle
- 2020 – Happy Hour

## Auszeichnungen
GlasBlasSing erhielt mehrere Preise und Auszeichnungen und war Finalist bei bedeutenden Veranstaltungen und Wettbewerben:
- 2004: „TAM Obelisk“, Waidhofen/Österreich, 2. Platz und Publikumspreis
- 2005: „3. Int. Straßenmusikfestival“ Ludwigsburg, Sieger
- 2005: „Bamberg zaubert“, Sieger
- 2005: „Straßenmusikfestival“, Berlin, 2. Platz
- 2006: „Heringsdorfer Kleinkunstfestival“, Sieger der Jury u. Sieger der Kinderjury
- 2006: „Bamberg zaubert“, 2. Platz
- 2008: „Nachwuchspreis“, (ehem. „Cabinet-Preis“) Kategorie Musik
- 2009: Tuttlinger Krähe, Sonderpreis
- 2010: Thüringer Kleinkunstpreis
- 2011: Schwerter Kleinkunstpreis für „Keine Macht den Dosen“